# Lucien Rebuffic
Lucien Georges Louis Rebuffic (Bois-Colombes, 22 dicembre 1921 – Caen, 4 gennaio 1997) è stato un cestista francese.

## Carriera
Con la Francia ha disputato i Campionati europei del 1946 e i Giochi olimpici di Londra 1948, vincendo la medaglia d'argento.